# John Woolman

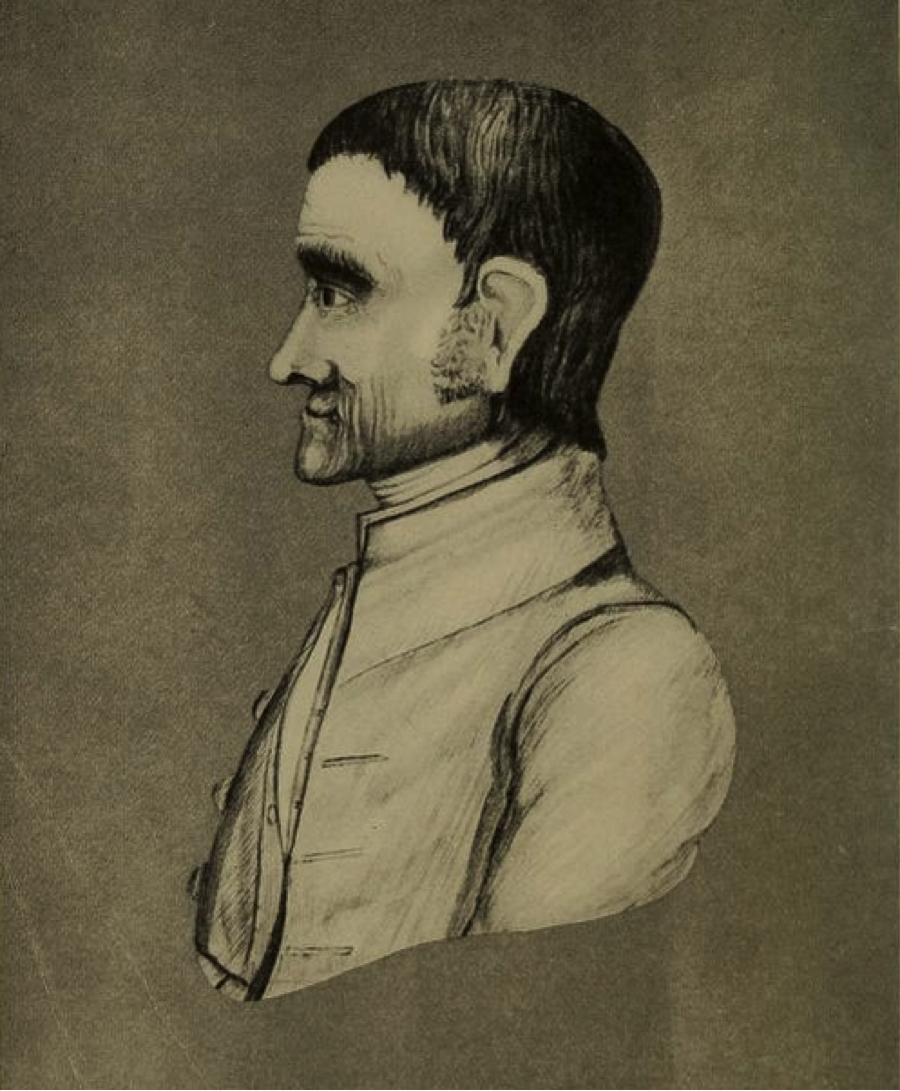
John Woolman

John Woolman (ur. 19 października 1720, zm. 7 października 1772) – amerykański pisarz okresu kolonialnego. Był kwakrem. W swoich utworach sprzeciwiał się niewolnictwu i poborowi do wojska.
Był mężem Sarah Ellis, z którą doczekał się jednego dziecka (córki). Autor Dziennika (Journal), prowadzonego od wieku 36 lat aż do śmierci. Jego dzieła zbiorowe (The Works of John Woolman) zostały wydane w 1774.